# پانا
پانا یک منطقهٔ مسکونی در افغانستان است که در ولسوالی گیرو واقع شده‌است. پانا ۲٬۰۸۰ متر بالاتر از سطح دریا واقع شده‌است.